# Roland Duong
Roland Duong (Nijmegen, 12 januari 1970) is een Nederlandse televisieprogrammamaker.
Roland Duong is geboren uit een Friese moeder en een Chinese vader. Hij studeerde videovormgeving aan de Koninklijke Academie van Beeldende Kunsten in Den Haag. Hij maakte videokunst voor Waskracht! van de VPRO en deed voor dat programma later redactie, regie en eindredactie.
Duong werd vanaf 2003 bekend als verslaggever van het RVU-televisieprogramma de Keuringsdienst van Waarde. In 2009 maakte hij met Teun van de Keuken de reportageserie De slag om Brussel voor de VPRO. Sinds 2012 maakt hij met Van de Keuken en Andrea van Pol het programma De slag om Nederland.
In 2010 verscheen het boek Het supermarktparadijs - gezond kiezen is een kunst, een verhandeling over de afweging tussen gezond en goedkoop consumeren. Uitgangspunt is dat door de grote keuzevrijheid consumenten juist meer moeite hebben een goede afweging te maken.
In 2017 maakte hij samen met Marijn Frank het tv-programma De prijsvechter, over het niet kunnen weerstaan van de verleiding om goedkope spullen te kopen.
Duong is oprichter van Duong Media.